# 林溪水库
林溪水库是中国浙江省温州市瑞安市境内的一座水库，位于金潮港上，建于1962年。水库正常库容为1313万立方米，集雨面积为53平方千米，海拔为52.5米。